# 坑子
坑子，原寫為坑仔，是台灣桃園市蘆竹區的一個地名，位於該區東部。相較於今日行政區，其範圍大致包括坑子里、營盤里東北部。

## 歷史
台灣清治末期至日治前期，坑子地區為一街庄，稱為「坑仔庄」，隸屬於八里坌堡。該庄北與小南灣庄為鄰，東與南勢埔庄為鄰，南邊為苦苓林庄、南崁頂庄，西南邊為南崁廟口庄，西北邊為坑仔外庄。
1920年（日治大正九年），該庄改制並雅化為「坑子」大字，隸屬於新竹州桃園郡蘆竹庄，大字下有「赤塗崎」、「貓尾崎」、「土地公坑」、「頂社」小字名。戰後蘆竹庄改制為蘆竹鄉，隸屬於桃園縣，大字亦改制為村。2014年12月桃園縣改制為桃園市，蘆竹鄉改制為蘆竹區，村改制為里。

## 交通
縣道108號大致以東西向經過坑子地區中北部，往西可前往海湖，往東可前往林口、五股、三重等地。

## 學校
- 頂社國小

## 運動設施
- 第一高爾夫球場
- 台北高爾夫球場